# Carmona de México
El Carmona de México fue un equipo que participó en la Liga Mexicana de Béisbol con sede en la Ciudad de México, México.

## Historia
El Carmona nació desde la primera temporada de la liga al sustituir al equipo de Agraria de México después de 5 juegos. En su primera temporada terminaron con marca de 6 ganados y 3 perdidos a un juego y medio de diferencia del primer lugar, eran dirigidos por uno de los fundadores de la liga, Ernesto Carmona Verduzco. El siguiente año el equipo regresó al circuito pero en esta ocasión desde el comienzo de la temporada donde lograron conseguir 9 triunfos a cambio de 5 derrotas en la primera vuelta, para la segunda vuelta el equipo abandonó la liga después de 3 partidos jugados donde había ganado 2, en su lugar se quedó el Agricultura de México. Al final de esa temporada el equipo de Carmona fue el subcampeón al terminar como segundo mejor equipo de la liga. El equipo volvió a la liga para la temporada de 1928 donde terminaron en tercer lugar al ganar 9 juegos y perder 8, el equipo desapareció después de esta temporada.